# Cabanas de Tavira
Cabanas de Tavira era una freguesia portuguesa del municipio de Tavira, distrito de Faro.

## Historia
La freguesia fue creada el 12 de julio de 1997, y la localidad elevada a villa el 12 de julio de 2001.
Fue suprimida el 28 de enero de 2013, en aplicación de una resolución de la Asamblea de la República portuguesa promulgada el 16 de enero de 2013 al unirse con la freguesia de Conceição, formando la nueva freguesia de Conceição e Cabanas de Tavira.